# Hammaren och skäran

Hammaren och skäran.

Hammaren och skäran (☭) är ett politiskt emblem som symboliserar unionen mellan arbetarklassen (hammare) och bondeklassen (skära). 
Hammaren och skäran har använts av många kommunistiska organisationer i världen och associeras framför allt med Sovjetunionen då den skapades i samband med oktoberrevolutionen 1917. Den första kommunistiska symbolen var dock en röd stjärna.

## Användning
Hammaren och skäran används i Transnistriens statsvapen, i Aeroflots logotyp och som Kinas kommunistiska partis symbol. En hammare och en skära finns även med i Österrikes statsvapen tillsammans med en murkrona som symbol över samhällets klasser. 
Bokstavligen betyder det ryska uttrycket ''серп и молот'' (serp i molot) snarare skäran och släggan. Dels kommer orden i den ordningen, dels betyder молот på ryska snarare slägga än hammare som oftast brukar kallas молоток.
Symbolen är, tillsammans med andra symboler, förbjudna att bäras i Ungern och Polen.

## Bilder

Hammare och skära i Österrikes statsvapen.
Nationalbolsjevikiska partiets flagga.